# Ibrahim Koné (ur. 1989)
Ibrahim Koné (ur. 5 grudnia 1989 w Abidżanie) – piłkarz gwinejski pochodzenia iworyjskiego grający na pozycji bramkarza. Od 2021 jest piłkarzem klubu Hibernians FC.

## Kariera klubowa
Swoją karierę piłkarską Koné rozpoczął w klubie AS Denguelé. W sezonie 2007/2008 zadebiutował w jego barwach w pierwszej lidze iworyjskiej. Grał w nim przez rok. W 2008 roku przeszedł do US Boulogne. 24 października 2009 zaliczył w nim debiut w Ligue 1 w przegranym 1:3 domowym meczu z AS Monaco. W Boulogne grał do 2013 roku. W latach 2014–2016 był zawodnikiem czwartoligowego Tarbes PF.
Latem 2016 Koné przeszedł do trzecioligowego Pau FC. Swój debiut w nim zaliczył 5 sierpnia 2016 w zremisowanym 0:0 domowym meczu z US Concarneau. W Pau grał do końca sezonu 2018/2019. W sezonie 2019/2020 występował w czwartoligowym Stade Bordelais.
Latem 2020 roku Koné trafił do maltańskiego Żejtun Corinthians FC. Zadebiutował w nim 30 października 2020 w przegranym 2:3 domowym spotkaniu z Hiberniansem. W klubie tym grał przez sezon.
W 2021 roku Koné został zawodnikiem Hiberniansu, a swój debiut w nim zanotował 16 sierpnia 2021 w zwycięskim 3:1 wyjazdowym meczu z Gżirą United.
| Sezon   | Klub                  | Kraj                     | Rozgrywki              | Mecze | Gole |
| ------- | --------------------- | ------------------------ | ---------------------- | ----- | ---- |
| 2007/08 | AS Denguelé           | Wybrzeże Kości Słoniowej | Ligue 1 MTN            | ?     | ?    |
| 2008/09 | US Boulogne B         | Francja                  | DH Nord-Pas-de-Calais  | ?     | ?    |
| 2009/10 | US Boulogne           | Francja                  | Ligue 1                | 3     | 0    |
| 2010/11 | US Boulogne B         | Francja                  | DH Nord-Pas-de-Calais  | ?     | ?    |
| 2011/12 | US Boulogne B         | Francja                  | CFA 2                  | 8     | 0    |
| 2012/13 | US Boulogne           | Francja                  | Championnat National   | 2     | 0    |
| 2012/13 | US Boulogne B         | Francja                  | CFA 2                  | 4     | 0    |
| 2014/15 | Tarbes PF             | Francja                  | CFA                    | 14    | 0    |
| 2015/16 | Tarbes PF             | Francja                  | CFA                    | 25    | 0    |
| 2016/17 | Pau FC                | Francja                  | Championnat National   | 30    | 0    |
| 2017/18 | Pau FC                | Francja                  | Championnat National   | 29    | 0    |
| 2018/19 | Pau FC                | Francja                  | Championnat National   | 7     | 0    |
| 2019/20 | Stade Bordealis       | Francja                  | Championnat National 2 | 7     | 0    |
| 2020/21 | Żejtun Corinthians FC | Malta                    | Premier League         | 15    | 0    |

## Kariera reprezentacyjna
Koné grał w reprezentacji Wybrzeża Kości Słoniowej U-20. W reprezentacji Gwinei zadebiutował 9 września 2018 roku w wygranym 1:0 towarzyskim meczu z Republiką Środkowoafrykańską rozegranym w Konakry. W 2019 roku był w kadrze Gwinei na Puchar Narodów Afryki 2019 i na tym turnieju rozegrał trzy mecze: grupowe z Nigerią (0:1) i z Burundi (2:0) oraz w 1/8 finału z Algierią (0:3). W 2022 roku został powołany do kadry na Puchar Narodów Afryki 2021. Nie rozegrał na nim żadnego meczu.